# Alfred Werner
Alfred Werner (Mulhouse, 12 dicembre 1866 – Zurigo, 15 novembre 1919) è stato un chimico svizzero.

## Biografia
Ricevette il premio Nobel per la chimica nel 1913 con la seguente motivazione:
"In riconoscimento del suo lavoro sul legame degli atomi nelle molecole per mezzo del quale ha gettato nuova luce sulle ricerche precedenti e aperto nuovi campi di ricerca specialmente in chimica inorganica."
in quanto propose una configurazione ottaedrica per i complessi dei metalli di transizione.
Werner sviluppò le basi delle moderne teorie della chimica di coordinazione.
Autore di più di 150 pubblicazioni rivolse la sua attenzione alla conformazione spaziale dei composti inorganici.
In un semplice composto inorganico con un singolo atomo al centro circondato da altri atomi o gruppi, il numero di atomi che circonda quello centrale fu chiamato da Werner numero di coordinazione. Questo numero non dipende dalla valenza del metallo, ma dalla densità elettronica di questo.
Nel 1914 isolò l'exolo (un sale di cobalto), il primo composto chirale scoperto non contenente atomi di carbonio.

## Principali opere
- "Beiträge zur Theorie der Affinität und Valeur, Lehrbuch der Stereochemie" (1904)
- "Ueber die Konstitution und Konfiguration von Verbindungen höherer Ordnung" (1914).